# Замок Едо
Замок Едо (яп. 江戸城, えどじょう, МФА: [edo d͡ʑoː]) — японський замок, також відомий як замок Тійода. Цей рівнинний замок побудований у 1457 самурайським полководцем Отою Доканом на місці укріпленої садиби роду Едо на північному березі Токійської затоки. Сьогодні Едоський замок є частиною імператорської резиденції у Токіо.

## Короткі відомості
Замок знаходиться у районі Тійода, Токіо, округ Тосіма, провінція Мусасі. Має у довжину з півночі на південь — 3,5 км; з заходу на схід — 5,5 км. Загальна площа — близько 1,014 км².
У 1590 капітально перебудований Токуґавою Ієясу, засновником Едоського сьоґунату.
Протягом 17-19 століття був головною цитаделлю сьоґунату Едо, центральною резиденцією 15 поколінь сьоґунів роду Токуґава.
З 1869 — місце розташування Токійського Імператорського палацу. Замок перебудовувався та розширювався в період правління спадкоємців Токуґави Ієясу — Хідетади, Ієміцу й Ієцуни. Неодноразово страждав від пожеж і реставрувався.
У 1868, в ході громадянської війни, переданий без бою Імператорським урядовим військам. Головна башта згоріла від удару блискавки в 19 столітті. Решта замку постраждала під час бомбардування Токіо в 1945.
Станом на 2011 збереглися кам'яні стіни, рови, декілька споруд і брам замку. В Західному дворі розташований Імператорський палац; решта — відведена під Замковий Парк, вільний для відвідування. В Північному дворі розміщені Палац бойових мистецтв Японії, Національний архів Японії.

## Історія
Воїн Едо Шигетсугу побудував свою резиденцію приблизно в кінці періоду Хейан або на початку періоду Камакура. Клан Едо загинув у 15-му столітті в результаті повстань в регіоні Канто, і Ота Дока, на місці старої резиденції клану Едо побудував замок у 1457. Пізніше замок перейшов під контроль клану Ходжо.
У результаті перемоги Одавара замок в Едо був звільнений, і тодішній правитель Японії Тойотомі Хідейосі разом з іншими вісьмома східними провінціями передав його своєму генералові Токуґаві Ієясу, який зробив замок своєю резиденцією. У 1593 він почав перебудову замку, яку закінчив у 1636 його онук Токуґава Ієміцу.
У 1603 Токуґава Ієясу отримав титул Сеї Тайсьоґун і замок в Едо став центром його адміністрації. У 1615 Токугава переміг сина Тойотомі Хідейосі — Хідейорі та став політичним і військовим лідером Японії, заснувавши  сьоґунат Едо. На той час населення Едо становило 150 000 осіб.
За оцінками іспанського генерал-губернатора на Філіппінах Родріго де Віверо і Веласкеса на початку 17 століття гарнізон замку Едо становив приблизно 10 000 воїнів. З них 1 000 була озброєна мушкетами. Були стайні для 200 коней й арсенал зі зброєю для принаймні 100 000 воїнів.
Перебудові і розширенню замку мали сприяти даймьо всієї Японії — поставляти будматеріали, харчі, робочу силу, гроші. Земля, яка була взята з при ритті ровів була використана як насипний ґрунт для освоєння морського берегу або для вирівнювання ґрунту. Таким чином, будівництво замку Едо заклало основу для побудови частини міста, де купці могли торгувати.
Принаймні 10 000 осіб були залучені в першій фазі будівництва та більше 300 000 — на середній фазі. Після закінчення будівництва замок мав 38 воріт. Вали були майже 20 метрів заввишки, а зовнішні стіни були висотою 12 метрів.
З Едоським замком пов’язана легенда про 47 ронінів. 21 квітня 1701, у Великому коридорі (Матсу Орока) замку Едо, Асано Такумі-но-камі вихопив короткий меч і спробував убити Кіру Козуке-но-Суке за образу його.
Після капітуляції сьогунату в 1867 замок перейменований в Токійський Замок (東京 城) у жовтні 1868, а потім — в Імператорський замок (皇城). У 1869 в рік Мейдзі 2 (1868), на 23 день 10-й місяць, імператор переїхав у Токіо і замок Едо став імператорським палацом.
5 травня 1873 територія навколо старої вежі Замку вигоріла та багато будівель епохи сьогунату не були відновлені і в 1888 при побудові нових приміщень для імператорського палацу були знищені.
У 1945 замок постраждав під час бомбардувань Токіо.
Зараз Едоський замок є частиною Токійського імператорського палацу.

## Зовнішній вигляд замку Едо
План замку Едо був не тільки великий, але складний. Замок були розділений на різні палати, або цитаделі. Хонмару був в центрі. Ніномару і Саннумару східне крило; Нісіномару (західне крило) складалося з Нішиномару-шита (зовнішня частина) і Фукіаже (протипожежні з'єднання);  Кітаномару (північне крило). Різні частини замку були розділені ровами і великими кам'яними стінами, на яких могли тримати оборону. Кожна з частин замку була пов’язана з іншими за допомогою дерев'яних мостів, які мали ворота по обидва боки мосту. Окружність всього замку є предметом дискусій, і за оцінками становить від 9.5 до 16 км.

## Аудієнції
Під час сьоґунських аудієнцій в замку Едо японські регіональні володарі мусили дотримуватися установленого порядку місць в приймальних залах. Цей порядок різнився залежно від ступеня спорідненості із домом сьоґуна, розміром володінь, рангом голови роду тощо. Таким чином, порядок місць володарів на аудієнції був індикатором їхнього місця в політично-суспільній ієрархії періоду Едо.
Приймальних зал було сім:
1. Великий коридор (яп. 大廊下, おおろうか, о-рока) — місце для родичів сьоґунського роду. Поділялася на верхню і нижню зали.
2. Велика зала (яп. 大広間, おおびろま, о-хірома) — місце для володарів, що мали статус господарів провінцій або подібний йому, а також володарів з роддиних і сторонніх, чий ранг був вищим четвертого.
3. Зала зустрічей (яп. 溜間, たまりのま, тамарі-но-ма) — місце прийому володарів з родинних уділів та уділів головних старих васалів.
4. Імператорська зала (яп. 帝鑑間, ていかんのま, тейкан-но-ма) — місце прийому володарів з уділів старих васалів. Назва походить від розписів стін кімнати, на яких були намальовані легендарні китайські імператори старовини.
5. Вербова зала (яп. 柳間, やなぎのま, янаґі-но-ма) — місце прийому володарів з уділів нових васалів, а також хатамото. Назва походить від розписів стін кімнати, на яких були намальовані засніжені верби. Розташовувалася в середині головного двору замку, на сході центрального саду між Великою залою і Білим кабінетом.
6. Гусяча зала (яп. 雁間, かりのま, карі-но-ма) — місце прийому володарів з уділів старих васалів, чий дохід коливався від 30 до 15 тисяч коку. Назва походить від розписів стін кімнати, на яких були намальовані польові гуси. Розташовувалася в  передній частині головного двору замку.
7. Хризантемова зала (菊間広縁, きくのまひろえん) —  місце прийому володарів з уділів старих васалів, чий дохід був нижче 30 коку, а також голів вартових, писарів і пажів. Назва походить від розписів стін кімнати, на яких були намальовані хризантеми. Розташовувалася в  передній частині головного двору замку.